# Henry Disbrow Phillips
Henry Disbrow Phillips (* 16. Januar 1882 in Philadelphia; † 29. Juni 1955 in Boone, North Carolina) war ein US-amerikanischer Footballspieler und Bischof der Episkopalkirche der Vereinigten Staaten von Amerika.
Er studierte am College in Sewanee und wurde 1959 in die College Football Hall of Fame gewählt.
1938 wurde er durch Henry St. George Tucker sowie Thomas C. Darst und Henry Judah Mikell zum Bischof geweiht. Er war zwischen 1938 und 1954 zweiter Diözesanbischof von Southwestern Virginia.